# Bitón
Bitón (i. e. 3. század? i. e. 2. század?) görög író

## Élete
Életéről semmit sem tudunk, egyetlen kis munkája maradt fenn „Polemikón organón kai katapultikón” címmel, amelyben az ostromgépeket írta le. A munka egy Attalosz nevű királynak van ajánlva, de mivel nem tudjuk, melyiknek, így ebből csak az derül ki, hogy az irat az i. e. 3. században vagy az i. e. 2. században keletkezhetett.